# Bulinovac
Bulinovac (en serbe cyrillique : Булиновац) est un village de Serbie situé dans la municipalité de Knjaževac, district de Zaječar. Au recensement de 2011, il comptait 170 habitants.

## Démographie
| 1948 | 1953 | 1961 | 1971 | 1981 | 1991 | 2002 | 2011 |
| ---- | ---- | ---- | ---- | ---- | ---- | ---- | ---- |
| 367  | 371  | 372  | 343  | 299  | 232  | 194  | 170  |

|  |